# Emirati Arabi Uniti ai Giochi della XXXII Olimpiade
Gli Emirati Arabi Uniti hanno partecipato ai Giochi della XXXII Olimpiade, che si sono svolti a Tokyo, Giappone, dal 23 luglio all'8 agosto 2021 (inizialmente previsti dal 24 luglio al 9 agosto 2020 ma posticipati per la pandemia di COVID-19) con cinque atleti, tutti uomini.
Si è trattato della decima partecipazione di questo paese ai Giochi estivi.

## Delegazione
| Sport            | Uomini | Donne | Totale |
| ---------------- | ------ | ----- | ------ |
| Atletica leggera | 1      | 0     | 1      |
| Judo             | 2      | 0     | 2      |
| Nuoto            | 1      | 0     | 1      |
| Tiro             | 1      | 0     | 1      |
| Totale           | 5      | 0     | 5      |

## Atletica leggera
| Q | Qualificato al turno successivo per la posizione in qualificazione                                                           |
| q | Qualificato per il turno successivo per ripescaggio o, negli eventi su campo, conquistando la misura minima per qualificarsi |

Eventi su pista e strada
| Atleta            | Evento      | Batterie preliminari | Batterie preliminari | Batteria  | Batteria  | Semifinale      | Semifinale      | Finale          | Finale          |
| Atleta            | Evento      | Risultato            | Posizione            | Risultato | Posizione | Risultato       | Posizione       | Risultato       | Posizione       |
| ----------------- | ----------- | -------------------- | -------------------- | --------- | --------- | --------------- | --------------- | --------------- | --------------- |
| Mohamed Alhammadi | 100 m piani | 10"59                | 3° Q                 | 10"64     | 8°        | non qualificata | non qualificata | non qualificata | non qualificata |

## Judo
| Atleta          | Evento  | 16-esimi                    | Ottavi               | Quarti               | Semifinali           | Ripescaggio          | Med. bronzo          | Finale               | Posizione       |
| Atleta          | Evento  | Avversario Risultato        | Avversario Risultato | Avversario Risultato | Avversario Risultato | Avversario Risultato | Avversario Risultato | Avversario Risultato | Posizione       |
| --------------- | ------- | --------------------------- | -------------------- | -------------------- | -------------------- | -------------------- | -------------------- | -------------------- | --------------- |
| Victor Scvortov | -73 kg  | T. Macias (SWE) P (010-100) | non qualificato      | non qualificato      | non qualificato      | non qualificato      | non qualificato      | non qualificato      | non qualificato |
| Ivan Remarenco  | -100 kg | S. El Nahas (CAN) P (00-10) | non qualificato      | non qualificato      | non qualificato      | non qualificato      | non qualificato      | non qualificato      | non qualificato |

## Nuoto
| Atleta              | Gara                        | Batterie | Batterie | Semifinali      | Semifinali      | Finale          | Finale          |
| Atleta              | Gara                        | Tempo    | Pos.     | Tempo           | Pos.            | Tempo           | Pos.            |
| ------------------- | --------------------------- | -------- | -------- | --------------- | --------------- | --------------- | --------------- |
| Yousuf Al-Matrooshi | 100 m stile libero maschili | 51"50    | 50°      | non qualificato | non qualificato | non qualificato | non qualificato |

## Tiro a segno/volo
| Atleta           | Evento         | Qualificazione | Qualificazione | Finale          | Finale          |
| Atleta           | Evento         | Punteggio      | Classifica     | Punteggio       | Classifica      |
| ---------------- | -------------- | -------------- | -------------- | --------------- | --------------- |
| Saif Bin Futtais | Skeet maschile | 117            | 24°            | non qualificato | non qualificato |